# Спид, Ланселот
Ланселот Спид (13 июня 1860 — 31 декабря 1931) — британский художник и книжный иллюстратор викторианской эпохи, работавший преимущественно в фантастическом и романтическом направлениях. Вероятно, наиболее известен иллюстрациями к книгам сказок Эндрю Лэнга. Спид считается создателем немого фильма 1916 года по роману Х. Райдера Хаггарда «Она», который он также проиллюстрировал.

## Ранний период жизни
Спид родился в Лондоне 13 июня 1860 года. Он был младшим сыном Уильяма Спида, королевского адвоката Миддл Темпл. Посещал школу Рагби, затем, 27 января 1881 года был принят в Клэр-колледж в Кембридже. Получил степень бакалавра искусств в 1885 году

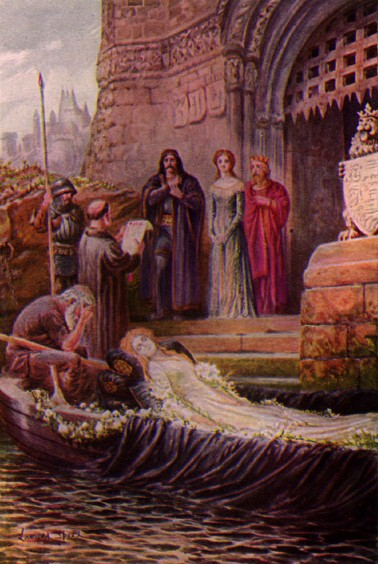
«Элейна из Астолата» Спида (1919)

## Иллюстрация
Спид не получил художественного образования, но стал иллюстратором, работающим в основном в черно-белой гамме. Гравюры особенно подходили к его тонким линиям, и он был одним из первых иллюстраторов, которые извлекли выгоду из новой технологии.
Во второй половине жизни проживал и работал в Саутенд-он-Си.

## Фильмы
Ланселот Спид также был режиссёром нескольких ранних британских немых фильмов.
- Серия «Удивительные приключения Пипа, Писка и Уилфреда»
  - Удивительные приключения Пипа, Писка и Уилфреда
  - Детективы Пип и Уилфред
  - Удивительные приключения Уилфреда
  - За краем света
  - Ранняя жизнь Попски
  - Потерпевшие кораблекрушение
  - Шестирукий образ
  - Проблема в детской
  - Взлеты и падения
  - Кошмар Уилфреда Ланселот с Гвиневрой, Ланселот Спид

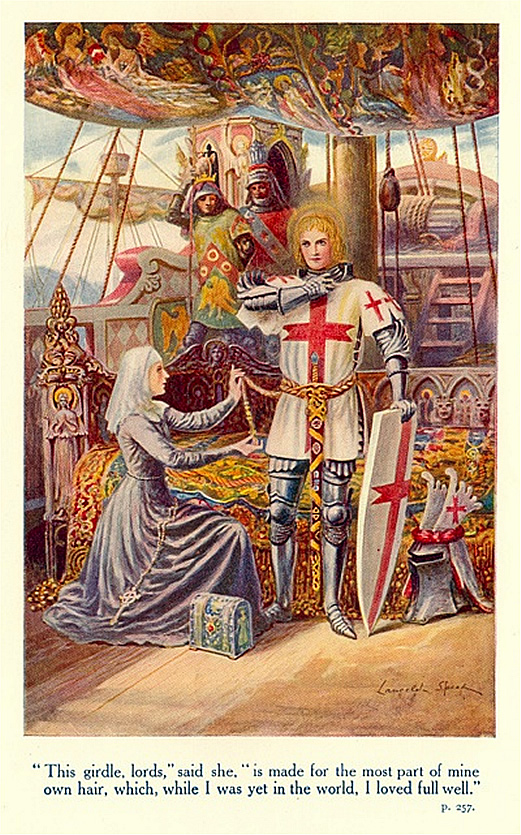
Ланселот с Гвиневрой, Ланселот Спид

Карикатура авторства Ланселота Спида стала причиной появления прозвища колоритного командира подразделения спецназа времен Второй мировой войны, «Частная армии Попского». Подполковник Владимир Пеняков, бельгиец российского происхождения, получил от Билла Кеннеди Шоу, офицера разведки группы Long Range Desert Group, прозвище «Попский», потому что у его связистов были проблемы с написанием его фамилии. Пеняков со своим отрядом прославился рейдами по тылам противника, они взрывал немецкие склады горючего и боеприпасов. 
В приключениях Пипа, Писка и Уилфреда, публиковавшихся перед началом Второй мировой войны, было два ярких персонажа: один был интриганом, заговорщиком, большевиком-бомбистом, а другой — его собакой. Сумасшедшего русского звали «Профессор Вцковский», а собаку — «Попский». Истории с этими рисованными персонажами, публиковавшиеся в Daily Mirror, были хорошо известны солдатам, и в бестселлере о своём маленьком иррегулярном военном подразделении Пеняков впоследствии написал: «. . . Я был в восторге от своего прозвища…». 

## Смерть
Ланселот Спид умер в городе Дил (графство Кент), 31 декабря 1931 года и был похоронен в Ноултоне, Кент, Англия. Его состояние было оценено чуть более чем в 265 фунтов стерлингов.

## Комментарии
1. ↑  Хоуфе ошибочно указывает дату смерти 21 декабря 1931 года.